# Conflitto di giurisdizione
Il conflitto di giurisdizione è una controversia inerente alla competenza giurisdizionale su di una determinata questione.
Vi sono due tipi di conflitti di giurisdizione: si ha il conflitto positivo di giurisdizione quando sia il giudice ordinario che quello speciale o amministrativo si ritengono competenti a giudicare una controversia. Quando invece sia il giudice ordinario che quello speciale ritengono che la materia del contendere esuli dalla loro competenza, si ha un conflitto negativo di giurisdizione.
Il conflitto di giurisdizione presuppone che ci sia un riparto di giurisdizione, cioè delle norme giuridiche che indicano i criteri secondo i quali la competenza a conoscere di determinate controversie è attribuita ad un giudice speciale piuttosto che ad uno ordinario.
Il giudice competente a risolvere i conflitti di giurisdizione (cioè a dichiarare a chi spetta la competenza giurisdizionale) fra giudice ordinario e giudice speciale, ad esempio amministrativo, è, in Italia, la Corte di cassazione a Sezioni Unite. Il particolare giudizio che si instaura per risolvere tale conflitto, in sede civile, è detto regolamento di giurisdizione.